# Informática jurídica
La informática jurídica es en sentido estricto, una rama auxiliar del Derecho que aparece debido al creciente avance de nuevas tecnologías y la necesidad de ‘’automatizar’’ los procesos legales y sus actividades. De acuerdo a Jorge Páez Maña, es ‘’el conjunto de técnicas instrumentales de almacenamiento y recuperación de datos, establecido con la finalidad de sustituir la actividad rutinaria del hombre en sus labores de localización y recuperación de información, mediante la utilización de computadoras’’ En: Bauzá Marcelo. “Manual de Derecho informático e informática jurídica“. Montevideo: FCU, 2017, p. 75). 
Se califica a la informática jurídica como una disciplina compleja ya que utiliza conceptos de otras disciplinas como la lingüística, la lógica, las ciencias de la administración, entre otras ciencias de la información que tienen por objeto la aplicación de la informática en el Derecho. Difiere entonces del Derecho informático, que es la regulación jurídica de las nuevas tecnologías. Tiene como antecedente la jurimetría, planteada en 1949 por el norteamericano Lee Loevinger. Es una ciencia nueva que ha tenido un desarrollo donde nunca ha parado de avanzar y funciona como auxiliar para la creación de aplicación del derecho.
Según el jurista español Antonio Enrique Pérez Luño, la informática jurídica se divide en tres áreas:
- Informática jurídica documental: automatización del conocimiento jurídico surgido de  diversas fuentes legislativas, jurisprudenciales y doctrinales; La finalidad principal es recuperar textos de índole jurídica mediante ciertos criterios de búsqueda. De todas las ramas de la informática jurídica, fue la que tuvo mayor desarrollo. Lleva a la práctica métodos de conformación, y la consulta de las bases de datos jurídicos que tienen fuentes de información que utilizan habitualmente los operadores jurídicos del derecho y el público en general.
- Informática jurídica decisional: También se le denomina informática jurídica meta documental. Automatización de las fuentes de producción jurídica; se presenta como una colección de métodos, medios y propuestas para auxiliar al decisor humano en la tarea que realiza.Pone a disposición que aquellos que trabajan con el derecho estén más especializados ya que utilizan la inteligencia artificial para solucionar problemas jurídicos.Implica la resolución automática de casos que se presentan, a través de ordenadores e inteligencia artificial.
- Informática jurídica de gestión: También podemos denominarla como ofimática  o Burótica. Se basa en la automatización de los procesos de administración judicial. Lo que antes se hacía en forma manual. Analiza  los flujos de los datos y dentro de los sistemas de información, facilitando el acceso de los datos de seguimiento de un expediente judicial o administrativo, de los trámites notariales o legales, o de un proyecto de ley. Se trata de sustituir las labores rutinarias, repetitivas y burocráticas, cambiando la actividad nombre por la de una máquina, agilizando los trámites y permitiendo al hombre dedicar más tiempo a sus actividades.

## Clasificación de  la Informática Jurídica según su enclave orgánico

### Informática Jurídica legislativa
La Informática Jurídica legislativa siguiendo las palabras de  Ana Brian Nougréres "propone analizar los sistemas legislativos para la creación de normas, así como generar instrumentos para la redacción y para la gestión y la publicación de las disposiciones y analizar el impacto que generan las normas" (Ana Brian Nougréres. “Introducción a la Informática Jurídica”. En: Manual de Derecho Informático e Información Jurídica, 2da ed. Montevideo: F.C.U., 2018, pp. 75- 88). Unos de sus efectos positivos manifiestos es la de detectar  y proporcionar toda la normativa vigente sobre una materia antes de legislar, para así evitar las incoherencias y lograr una legislación más armónica.

### Informática Jurídica judicial
Por Informática Jurídica judicial se alude al área de la Informática Jurídica que ofrece sistemas y métodos informáticos tendientes a la resolución de controversias en casos concretos. Especialmente se desenvuelve en el control de la gestión de los diversos procesos, ya sea civil, penal, administrativo. Otro de sus aportes a destacar es la de promover y facilitar la comunicación entre los sujetos del proceso judicial. 

### Informática Jurídica administrativa
Esta área de la informática jurídica tiene como propósito fundamental el de proponer sistemas y métodos informáticos para enfrentar con mayor eficacia las tareas de la Administración Pública.  En su actividad concreta, la informática jurídica administrativa investiga “las técnicas de gestión de los procesos administrativos, el archivo de los documentos, su documentación, el acceso a la información pública, la comunicación entra los ciudadanos y la Administración” (Ana Brian Nougréres. “Introducción a la Informática Jurídica”. En: Manual de Derecho Informático e Información Jurídica, 2.ª ed. Montevideo: F.C.U., 2018, pp. 75- 88).

### Informática Jurídica en despachos de abogados y escribanos
Como su nombre lo anuncia, se trata del área de la informática jurídica que tiene como objeto principal colaborar con las tareas cotidianas que se llevan a cabo en los estudios jurídicos. Esto comprende: la gestión de la oficina, la redacción de escritos, el archivo y la recuperación de los datos de los clientes, clasificación de los documentos, entre otras tareas específicas. Es de las funciones más valoradas el registro de las audiencias y el control de los plazos. 

### Informática Jurídica registral
Se define como aquella utilizada para el tratamiento electrónico de la información presente en los Registros Públicos. Reviste una especial relevancia en tanto su propósito es almacenar datos que tiene presunciones legales de reconocimientos de derechos para, con posterioridad,  acceder a ellos.

### La informática Jurídica en el Perú
La informática jurídica en el Perú a la fecha no ha sido tan estudiada, por consiguiente de acuerdo a la clasificación de la misma, se puede precisar que se encuentra al nivel de la Informática Jurídica de Gestión, precisándose que dentro de los órganos jurisdiccionales se puede apreciar la aplicación y utilización de herramientas vinculadas con la Informática Jurídica Documental.
Una manifestación del avance de la Informática Jurídica en el Perú, es la creación de la  Ley de Firmas y Certificados Digitales, cuyo objetivo es  regular la utilización de la firma electrónica otorgándole la misma validez y eficacia jurídica que el uso de una firma manuscrita u otra análoga que conlleve manifestación de voluntad. Entiéndase por firma electrónica a cualquier símbolo basado en medios electrónicos utilizado o adoptado por una parte con la intención precisa de vincularse o autenticar un documento cumpliendo todas o algunas de las funciones características de una firma manuscrita.